# Régiment de Bresse (1775)
Pour les articles homonymes, voir régiment de Bresse (homonymie).
Le régiment de Bresse est un régiment d’infanterie du royaume de France créé en 1775.

## Création et différentes dénominations
- 26 avril 1775 : création du régiment de Bresse à partir des 2e et 4e bataillons du régiment de Poitou, au nom de cette province
- 1er janvier 1791 : renommé 26e régiment d’infanterie de ligne
- 10 juillet 1794 : le 1er bataillon est amalgamé dans la 51e demi-brigade de première formation
- 31 octobre 1794 : le 2e bataillon est amalgamé dans la 52e demi-brigade de première formation

## Équipement

### Drapeaux

Drapeau d’ordonnance
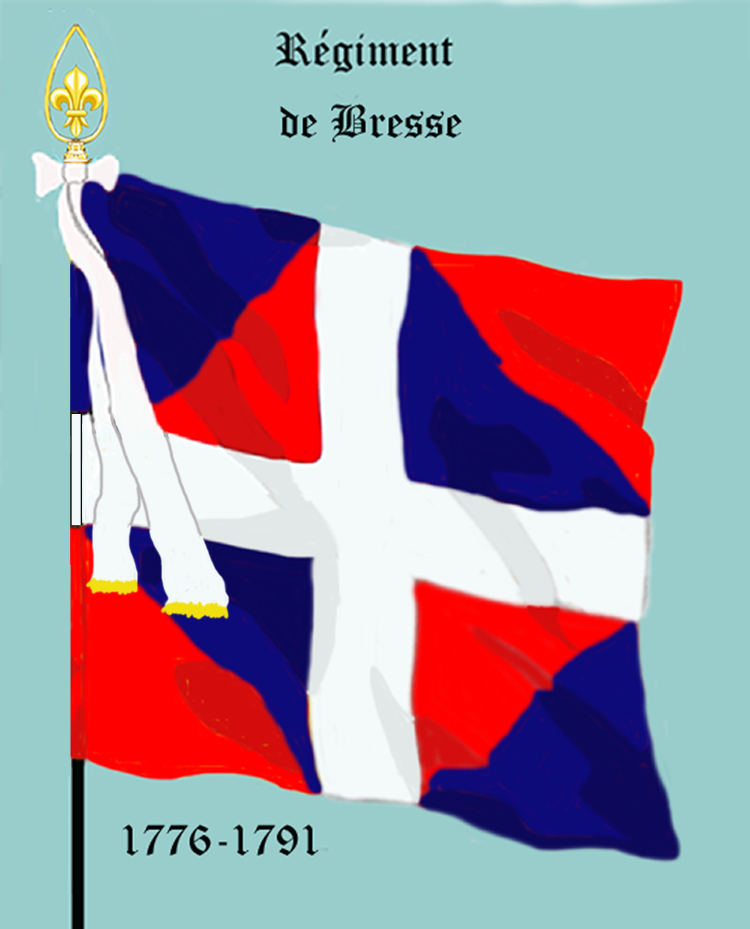
régiment de Bresse de 1775 à 1791

### Habillement

Uniformes
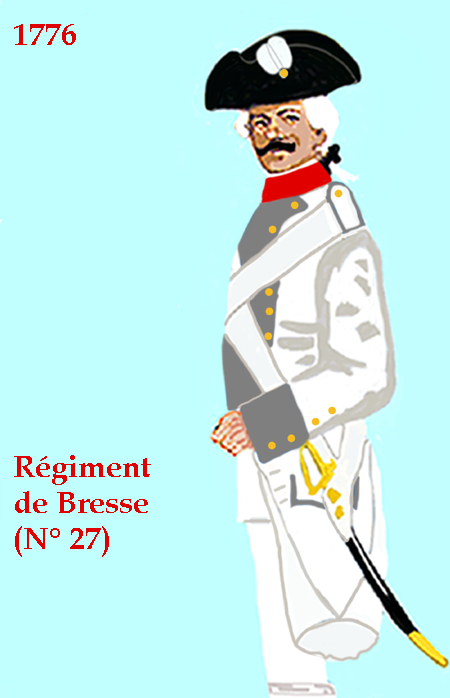
régiment de Bresse de 1775 à 1779
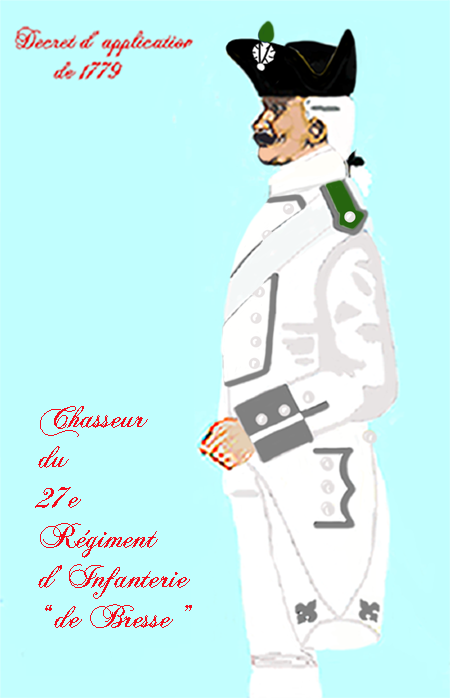
chasseur du régiment de Bresse de 1779 à 1791
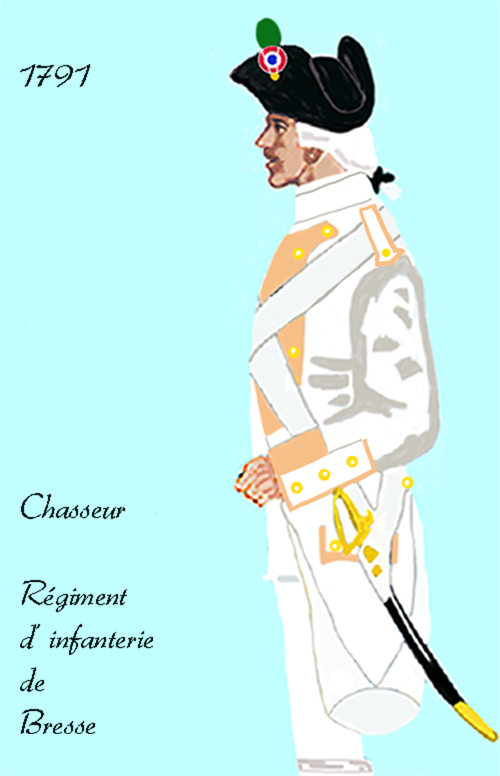
26e régiment d’infanterie de ligne de 1791 à 1794

## Historique

### Colonels et mestres de camp
- 26 avril 1775 : Léon-Eugène, comte de Maulde
- 7 août 1778 : Alexandre-Guillaume de Gallard de Béarn, comte de Brassac
- 10 mars 1788 : François-Pierre-Olivier de Rougé, comte de Plessis-Bellière
- 25 juillet 1791 : Pierre-Paul-Antoine de La Guette de Vernon
- 30 septembre 1792 : Jean-Pierre-Maurice de Rochon

### Campagnes et batailles
16 soldats de ce régiment sont morts aux États-Unis durant guerre d'indépendance des États-Unis.
Le 26e régiment d’infanterie de ligne a fait les campagnes de 1792 et 1793 en Corse ; 1794 à l’armée d’Italie.